# 莎伦·布坎南
莎伦·布坎南（英語：Sharon Buchanan，1963年3月12日—），澳大利亚女子曲棍球运动员。她曾代表澳大利亚参加1984年、1988年和1992年夏季奥林匹克运动会曲棍球比赛，其中1988年奥运会获得一枚金牌。